# Emily Nanziri
Emily Nanziri (* 29. November 1987 in Katikamu) ist eine ugandische Sprinterin, die sich auf den 400-Meter-Lauf spezialisiert.

## Sportliche Laufbahn
Erste internationale Erfahrungen sammelte Emily Nanziri bei den Afrikameisterschaften 2008, bei denen sie mit 57,16 s in der ersten Runde ausschied. Im Jahr darauf nahm sie an der Sommer-Universiade in Belgrad teil, schied dort über 200 Meter mit 25,00 s in der ersten Runde aus und gelangte über 400 Meter bis ins Halbfinale, in dem sie mit 55,41 s ausschied. Auch bei den Afrikameisterschaften in Nairobi 2010 schied sie mit 54,37 s im Halbfinale aus und wurde mit der ugandischen 4-mal-400-Meter-Staffel in 3:41,24 min Sechste. Anschließend nahm sie erstmals an den Commonwealth Games in Neu-Delhi teil, schied dort mit 54,94 s im Halbfinale aus und wurde mit der Staffel im Finale disqualifiziert. Vier Jahre später schied sie bei den Commonwealth Games in Glasgow mit 59,02 s in der ersten Runde aus. 2018 erreichte sie bei den Commonwealth Games im australischen Gold Coast das Halbfinale, in dem sie mit 54,10 s ausschied. Zudem wurde sie mit der 4-mal-400-Meter-Staffel in 3:35,03 min Achte.
Bei den IAAF World Relays 2019 in Yokohama schied sie mit der 4-mal-400-Meter-Staffel mit 3:35,02 min in der Vorrunde aus und bei den Afrikaspielen in Rabat schied sie über 200 Meter mit 24,66 s in der ersten Runde aus und gewann mit der Staffel in 3:32,25 min die Bronzemedaille hinter Nigeria und Botswana.
2008 und 2009 sowie 2011 wurde Nanziri ugandische Meisterin im 400-Meter-Lauf sowie 2008 auch über 100 Meter. 2014 sicherte sie sich den Meistertitel mit der 4-mal-400-Meter-Staffel und 2019 in der 4-mal-100-Meter-Staffel. 

## Persönliche Bestleistungen
- 100 Meter: 12,42 s, 5. April 2014 in Kampala
- 200 Meter: 24,15 s, 14. Juli 2011 in Nairobi
- 400 Meter: 53,30 s, 1. Juni 2014 in Kampala